# Marc Fischer (Journalist)
Marc Fischer (* 23. April 1970 in Hamburg; † 2. April 2011 in Berlin) war ein deutscher Journalist und Buchautor.

## Leben und Werk

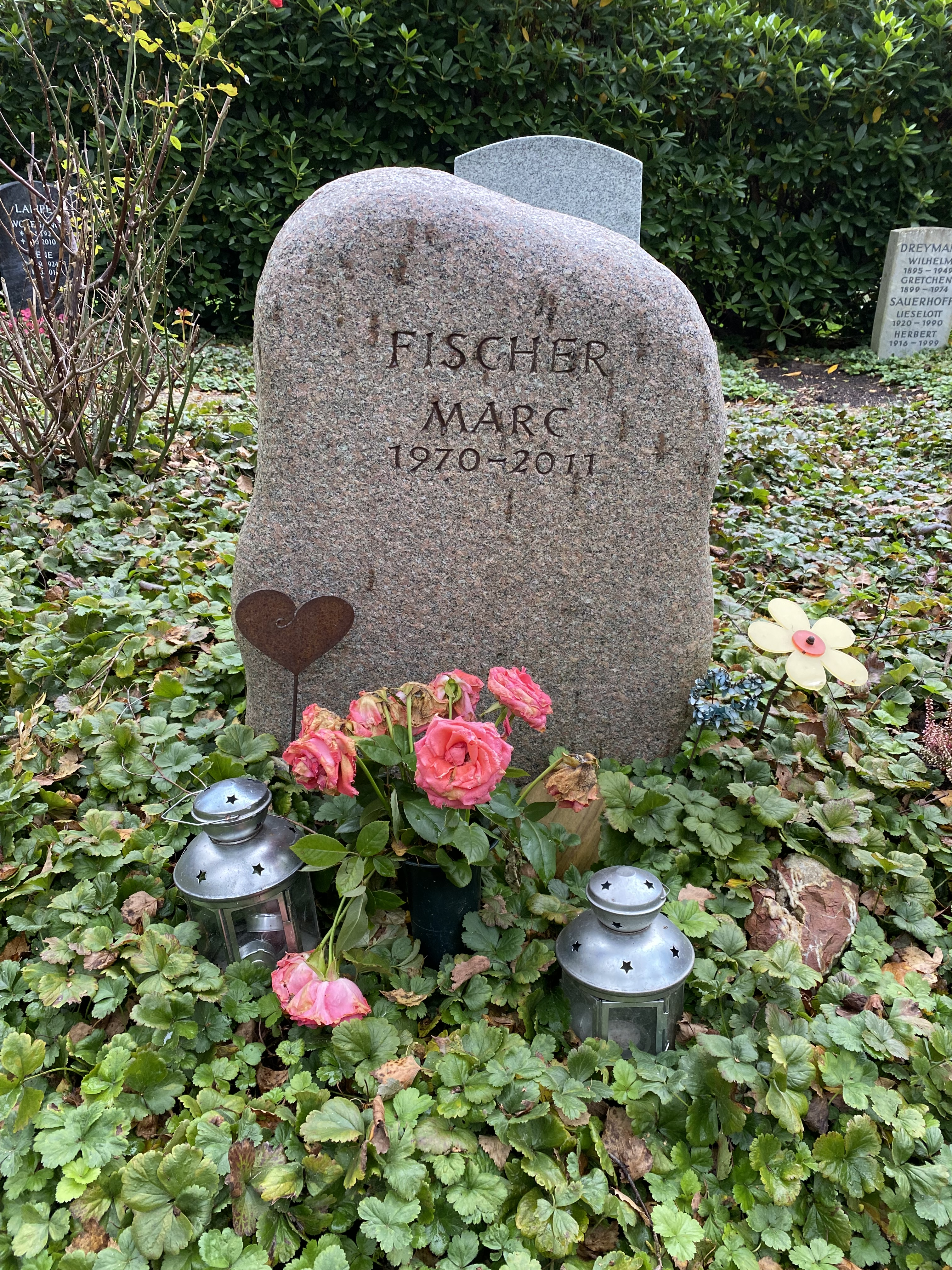
Grabstätte auf dem Friedhof Ohlsdorf

Fischer schrieb Reportagen unter anderem für Tempo, den Spiegel, den stern, das Jetzt-Magazin der Süddeutschen Zeitung, die Bild am Sonntag, das Schweizer Magazin Faces und die deutsche Ausgabe der Vanity Fair. Er war ferner von 2005 bis 2010 unter dem Pseudonym Returner als Texter, Co-Texter und Sänger der Band Torpedo Boyz aktiv. 2011 beging er im Alter von 40 Jahren Suizid.
Wegen seiner Arbeiten für die Zeitschrift Tempo galt er als ein Vorreiter des Popjournalismus der 1990er Jahre, bei dem der berichtende Journalist als handelndes Subjekt im eigenen Artikel auftritt, aber nicht mehr nur in Fachmagazinen veröffentlichte. Als stilprägend galt insbesondere ein 1995 geführtes Interview mit der isländischen Sängerin Björk, mit der er auf ein Dach kletterte.
Der Spiegel würdigte Fischer: „Inspiriert vom New Journalism eines Gay Talese stieg Fischer sehr jung Mitte der neunziger Jahre beim Monatsmagazin ,Tempo‘ zum Star auf. Danach hätte er sich bei den etablierten Medien einen Schreibtisch aussuchen können, aber er streifte weiterhin durch die entlegenen Ecken der Welt, immer auf der Jagd nach Geschichten, getrieben von einer Sehnsucht nach einer gebrochenen Schönheit, die ihm wichtiger war als ein regelmäßiges Monatsgehalt.“
Posthum erschien das Buch Hobalala – Auf der Suche nach João Gilberto, das Fischer über sein Projekt schrieb, den ganz zurückgezogen lebenden brasilianischen Bossa-Nova-Musiker João Gilberto zu finden. Diese Suche verfilmte 2018 der Regisseur Georges Gachot unter dem Titel Wo bist du, João Gilberto?
Marc Fischers Grab befindet sich auf dem Friedhof Hamburg Ohlsdorf.

## Veröffentlichungen (Auswahl)
- Eine Art Idol. Roman, Kiepenheuer & Witsch, Köln 2001, ISBN 3-462-02992-4
- Jäger. Roman, Kiepenheuer & Witsch, Köln 2002, ISBN 3-462-03155-4
- Fragen, die wir unseren Eltern stellen sollten (solange sie noch da sind), Eichborn, Frankfurt am Main 2010, ISBN 978-3-8218-6126-5
- Hobalala – Auf der Suche nach João Gilberto, Rogner & Bernhard, Berlin / Zweitausendeins 2011. ISBN 978-3-8077-1072-3. Auch Suhrkamp, Berlin 2012. ISBN 978-3-518-46375-8
- Für immer sexy – Die NEXUS-Texte, Mit anderen Worten, Zürich 2011. ISBN 978-3-033-03138-8
- Die Sache mit dem Ich. Reportagen, Kiepenheuer & Witsch, Köln 2012. ISBN 978-3-462-04426-3

## Darstellungen und Nachrufe
- Peter Lau: Woran starb Marc Fischer? In: brand eins. Heft 2/2012, S. 152–162
- Sebastian Hammelehle: Der Junge mit der Mütze. Spiegel online, 6. April 2011
- Gerrit Bartels: Popromane mit dunklem Irrwitz. Zeit online, 6. April 2011
- Andreas Rosenfelder: Von der einzig wahren Sehnsucht. Welt online, 6. April 2011
- Dirk Peitz: Die Musik ist aus. Süddeutsche.de, 6. April 2011
- Oliver Gehrs: So lebendig wie kein anderer und jetzt einfach tot: Punkmarc. Dummy blog, 8. April 2011
- David Woodard: An Elegy for Marc Fischer. 032c.com, 13. April 2011
- Sarah Paulus: Fischerwelten - Das öffentliche Leben eines Mietreporters, 13. März 2013